# Bão Pali (2016)
Bão Pali là cơn bão hình thành sớm nhất ở khu vực Bắc Thái Bình Dương phía đông đường đổi ngày, và cơn bão cuồng phong đầu tiên ở khu vực này diễn ra vào tháng Một kể từ khi bão Ekeka trong năm 1992 . Pali có nguồn gốc là một vùng áp thấp trong một rãnh áp thấp liên tục , gần xích đạo vào ngày 6 tháng 1 năm 2016. Đối lưu sâu dần dần hình thành xung quanh tâm của nhiễu động khi hệ thống này di chuyển lên phía bắc, trước khi tổ chức thành áp thấp nhiệt đới vào ngày hôm sau. , khiến hệ thống này trở thành xoáy thuận nhiệt đới được ghi nhận sớm nhất trong khu vực Thái Bình Dương phía đông đường đổi ngày. Hệ thống nhanh chóng đạt đến trạng thái bão nhiệt đới và được đặt tên là Pali. Trong vài ngày tiếp theo, Pali từ từ di chuyển về phía bắc, trong khi từ từ uốn cong về phía tây, và cơn bão mạnh lên phần nào trước khi suy yếu do sự hiện diện của gió cắt. Vào ngày 10 tháng 1, bão Pali từ từ quay về phía đông và tiến hành tổ chức và củng cố lại, khi sự cắt gió giảm dần. Vào ngày 12, Pali mạnh lên là một cơn bão cấp 1 trên quy mô Saffir-Simpson (SSWHS), trong khi di chuyển về phía nam. Vào ngày 13 tháng 1, bão Pali đạt cường độ cao nhất là bão cấp 2, với sức gió duy trì tối đa trong 1 phút là 85 kt (155  km / giờ)  và áp suất trung tâm tối thiểu là 978 mbar ( hPa ; 28,88  inHg ). Sau đó, bão Pali nhanh chóng bắt đầu suy yếu do cơn bão gặp phải cắt gió mạnh hơn, với cơn bão giảm xuống cường độ cấp 1 vài giờ sau đó, trước khi suy yếu thành một cơn bão nhiệt đới vào cuối ngày hôm đó. Vào ngày 14 tháng 1, Pali suy yếu thành một áp thấp nhiệt đới, trước khi suy yếu thành một vùng thấp còn sót lại vào ngày 15 tháng 1, khi các điều kiện ngày càng trở nên khắc nghiệt. Cuối ngày hôm đó, tàn tích của tiếng Pali đã tan biến, gần giống với vị trí mà cơn bão đã hình thành cách đây khoảng một tuần. Pali hình thành và theo dõi gần đường xích đạo, hình thành ở vĩ độ 3,3 ° N vị trí thấp nhất được ghi nhận là 2,3 ° N khi là một áp thấp nhiệt đới. Điều này khiến Pali trở thành xoáy thuận nhiệt đới có vĩ độ thấp thứ hai được ghi nhận ở Tây bán cầu, điều cực kỳ bất thường, với những điều kiện bất lợi thường xảy ra xung quanh đường xích đạo.

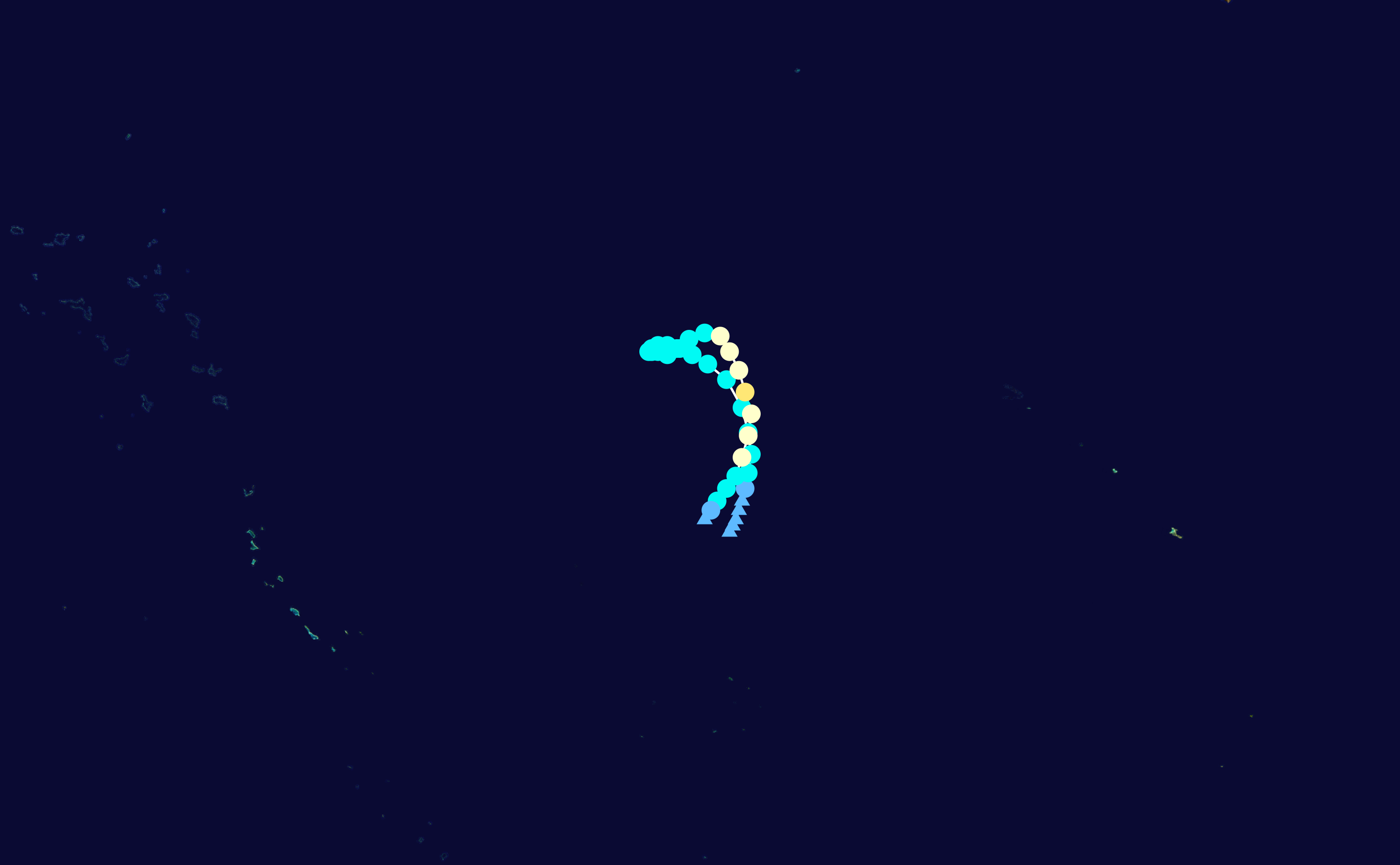
Lịch sử khí tượng bão Pali theo NOAA.

## Lịch sử khí tượng
Vào cuối tháng 12 năm 2015, một đợt gió Tây mạnh và tồn tại lâu dài — một đặc điểm thường liên quan đến các sự kiện El Niño mạnh - dẫn đến sự hình thành của Áp thấp nhiệt đới 09C ở trung tâm Bắc Thái Bình Dương, cùng với cặp đôi của nó, Bão nhiệt đới Ula , ở trung tâm Nam Thái Bình Dương . Áp thấp nhiệt đới 09C nhanh chóng tan biến vào đầu năm 2016, để lại một vùng ẩm rộng lớn trên vùng xích đạo Thái Bình Dương. Các đợt gió tây mạnh mẽ và dai dẳng  thúc đẩy sự hình thành bão ở vĩ độ thấp,ở rãnh áp suất thấp ở bề mặt kéo dài từ vĩ độ 1,0 ° N và 3,0 ° N ; xa về phía đông kinh tuyến 155,0 ° W , dẫn đến sự hình thành của một vùng áp suất thấp vào ngày 6, ở vĩ độ rất thấp 1,9 ° N . Sự xáo trộn phát triển trong một khu vực có sức cắt gió lớn , khiến hệ thống không thể nhanh chóng tổ chức. Vùng thấp và rãnh thấp trôi về phía bắc, do áp cao trải dài khắp khu vực đã bị suy yếu đáng kể do một cơn bão ngoại nhiệt đới đi qua ở Bắc Thái Bình Dương. Đối lưu sâu sau đó phát triển gần vùng thấp và cũng dọc theo một phần rộng của rãnh; tuy nhiên, giông bão không thể tập trung xung quanh trung tâm của sự xáo trộn. Được cung cấp năng lượng bởi nhiệt độ bề mặt biển cao bất thường , ước tính khoảng 29,5 ° C (85,1 ° F), đối lưu sâu tăng lên và dần dần được tổ chức xung quanh mức thấp, và hệ thống dần dần hợp nhất và tổ chức thành một áp thấp nhiệt đới vào lúc 06:00 UTC ngày 7 tháng 1, ở vĩ độ 3,3 ° N. Điều này đánh dấu sự hình thành sớm nhất của một xoáy thuận nhiệt đới được ghi nhận ở Trung Thái Bình Dương, vượt qua Bão nhiệt đới Winona (1989) 6 ngày.  Một rìa áp cao ở trên cao trung trực tiếp trên hệ thống tăng cường về phía cực của nó xoáy nghịch dòng chảy , tạo điều kiện cho sự phát triển của đối lưu sâu xung quanh trung tâm của nó, và chẳng bao lâu sau đó, hệ thống tăng cường vào một cơn bão nhiệt đới, đã nhận được tên Pali , trở thành xoáy thuận nhiệt đới sớm nhất được ghi nhận ở đông bắc Thái Bình Dương.
Pali tiếp tục mạnh lên trong nửa đầu của ngày 8 tháng 1 và gần đạt đến sức mạnh bão cấp 1, với sức gió duy trì tối đa trong 1 phút đạt 60 kt (110 km / giờ), nhưng sức cắt gió theo phương thẳng đứng  đã tăng lên và phá vỡ tâm của nó , khiến cơn bão bắt đầu suy yếu và đi theo hướng Tây Bắc. Sự suy yếu ổn định tiếp tục kéo dài đến ngày 9 tháng 1, do vùng đối lưu sâu Pali bị dịch chuyển về phía tây của trung tâm hoàn lưu cấp thấp của nó và không liên tục, sau đó khiến cường độ của cơn bão giảm mạnh.Vào cuối ngày hôm đó, tiếng Pali hầu như không duy trì được sức mạnh của bão nhiệt đới, với sức gió duy trì trong 1 phút của cơn bão đạt vận tốc 35 kt (65 km / h). Việc thiếu đối lưu sâu liên tục dẫn đến Pali là một hệ thống yếu hơn, nhưng điều này cho phép cơn bão có khả năng chống lại sức cắt của gió mùa đông tốt hơn, khiến chuyển động về phía trước của nó giảm đáng kể. Rãnh áp cao suy yếu và lùi về phía nam vào ngày 10 tháng 1, khiến sức cắt gió dọc giảm dần. Sau đó,  Pali bắt đầu mạnh lên trở lại, với sự tái phát triển đối lưu sâu dai dẳng gần tâm của nó và trong góc phần tư phía tây của cơn bão. Sự thay đổi dòng dẫn đường này cũng khiến Pali từ từ chuyển hướng về phía đông.  Pali di chuyển rất chậm trong thời gian này, do không có các hình thái dẫn đường đáng kể .Vào ngày 11 tháng 1, đỉnh áp cao di chuyển trực tiếp qua Pali, dẫn đến sự tái lập của dòng chảy hướng cực phía trên cơn bão và cuối cùng là sự phát triển của dòng chảy phía tây nam ở phía trên, tạo điều kiện cho đối lưu của cơn bão tăng dần phạm vi bao phủ và tổ chức trong tất cả các góc phần tư. , và bão di chuyển về phía đông bắc . Vào lúc 00:00 UTC ngày 12 tháng 1, gió cắt dọc nhẹ và nhiệt độ bề mặt biển cao đã tạo điều kiện cho  Pali mạnh lên thành bão cấp 1, trở thành cơn bão sớm nhất được ghi nhận ở lưu vực đông bắc Thái Bình Dương, đánh bại kỷ lục trước đó do bão Ekeka năm 1992, sớm hơn 19 ngày. Cùng khoảng thời gian đó, cơn bão bắt đầu di chuyển theo hướng đông nam, khi một rãnh sâu phát triển về phía bắc. Cơn bão có một mắt được xác định rõ vào 18:00 UTC ngày hôm đó. Pali tiếp tục mạnh lên khi đang di chuyển về phía nam, và sáng sớm ngày 13 tháng 1,  Pali đạt cường độ đỉnh điểm như một cơn bão cấp 2 , với sức gió duy trì tối đa trong 1 phút là 85 kt (155 km / giờ) và áp suất trung tâm tối thiểu là 978 milibar (28,9 inHg). 
Trong vài ngày tiếp theo, Pali nhanh chóng suy yếu trong khi quay ngược về phía nam-tây nam, do sự gia tăng ổn định của lực cắt gió dọc về phía nam và sự suy giảm của lực Coriolis. Xu hướng suy yếu của cơn bão bắt đầu vào ngày 13 tháng 1 và tăng tốc trong ngày hôm sau, khi  Pali di chuyển trở lại khu vực từ nơi nó hình thành. Mắt bão trở nên không thể phân biệt được vào lúc 06:00 UTC vào ngày 13 tháng 1, do hệ thống tiếp tục suy yếu. Sức cắt gió dọc vượt quá 20 kt (40 km / h) vào đầu ngày 14 tháng 1. Sự tan biến nhanh hơn trong tổ chức đối lưu sâu của cơn bão đã khiến  Pali bị hạ cấp xuống mức thấp còn sót lại vào cuối ngày 14 tháng 1, với hệ thống hầu như không thể phân biệt được. trong rãnh bề mặt nơi nó đã trải qua trong toàn bộ thời gian tồn tại, và  bão tan vào 00:00 UTC vào ngày 15 tháng 1. Tuy nhiên, tàn tích của  Pali tiếp tục tồn tại trong một thời gian, trước khi tan vào cuối ngày hôm đó.  Pali đã hoàn thành một đường vòng rộng và nhiều vòng, cách vị trí ban đầu của nó khoảng 50 kn (58 dặm; 93 km). Trong khi suy yếu, Pali đạt đến vĩ độ tối thiểu là 2,3 ° N, khiến nó trở thành xoáy thuận nhiệt đới có vĩ độ thấp thứ hai được ghi nhận ở Tây Bán cầu, sau áp thấp nhiệt đới 09C, đạt vĩ độ tối thiểu 2,2 ° N chỉ hai. tuần trước. 

## Ảnh hưởng
Không có thiệt hại và thương vong nào được báo cáo do bão không có những tác động đáng kể nào tới đất liền hoặc đảo trên biển.